# Wil van Helvoirt
Wil van Helvoirt (Tilburg, 20 januari 1952) is een Nederlands voormalig wielrenner die actief was op zowel de baan als de weg.
Als amateur won Van Helvoirt verschillende koersen waaronder de Ronde van Overijssel de Hel van het Mergelland en de Ronde van Drenthe. In juni 1976 werd hij prof bij Frisol-Gazelle hij behaalde die maand een zevenentwintigste plaats in de Ronde van Zwitserland. Van Helvoirt heeft deelgenomen aan verschillende zesdaagse maar wist er geen te winnen.

## Palmares
1973
Ronde van Zuid-Holland
1975
Ronde van Overijssel
Hel van het Mergelland
 Nederlands kampioenschap baanwielrennen 50km, amateurs
1976
Ster van Bladel
Ronde van Drenthe
 Nederlands kampioenschap baanwielrennen achtervolging

## Resultaten in voornaamste wedstrijden
|      | \| Jaar \| Luik-Bast.‑Luik \| \| ---- \| --------------- \| \| 1983 \| 63e \| |
| Jaar | Luik-Bast.‑Luik                                                               |
| 1983 | 63e                                                                           |